# Trei kilometri până la capătul lumii
Trei kilometri până la capătul lumii is een Roemeense dramafilm uit 2024, geregisseerd en mede geschreven door Emanuel Pârvu.

## Verhaal
De zeventienjarige Adi brengt de zomer door in zijn geboortedorp in de Donaudelta. Op een avond wordt hij bruut aangevallen op straat en de volgende dag staat zijn wereld op zijn kop. Zijn ouders kijken niet meer naar hem zoals zij vroeger deden en de schijnbare rust van het dorp begint te barsten.

## Rolverdeling
| Acteur              | Personage          |
| ------------------- | ------------------ |
| Ciprian Chiujdea    | Adi                |
| Bogdan Dumitrache   | vader              |
| Laura Vasiliu       | moeder             |
| Ingrid Micu-Berescu | Ilinca             |
| Valeriu Andriuță    | politiecommissaris |
| Adrian Titieni      | priester           |

## Productie
De film is een 100% Roemeense productie, geproduceerd door Miruna Berescu via Asociația FAMart in coproductie met FAMart Films. Het project werd ondersteund door het Roemeense Filmcentrum (CNC) en ook door Publicis Groupe Media Boekarest, MMS Communications Roemenië en House of Media. Het budget bedroeg ongeveer € 1 miljoen.
De filmopnames gingen in september en oktober 2023 door in de Donaudelta en meer bepaald aan de Brațul Sfântu Gheorghe, een zijarm van de Donau.

## Release en ontvangst
Trei kilometri până la capătul lumii ging op 17 mei 2024 in première op het Filmfestival van Cannes in de competitie voor de Gouden Palm en won de Queer Palm. De film kreeg gemengde kritieken van de filmcritici, met een score van 70% op Rotten Tomatoes, gebaseerd op 10 beoordelingen. De film werd geselecteerd als Roemeense inzending voor de beste niet-Engelstalige film voor de 97ste Oscaruitreiking.

## Prijzen en nominaties
De belangrijkste:
| Jaar | Prijs                   | Categorie   | Genomineerde(n) | Uitslag     |
| ---- | ----------------------- | ----------- | --------------- | ----------- |
| 2024 | Filmfestival van Cannes | Gouden Palm | Emanuel Pârvu   | Genomineerd |
| 2024 | Filmfestival van Cannes | Queer Palm  | Emanuel Pârvu   | Gewonnen    |